# IC 5119
IC 5119 — галактика типу Sa (спіральна галактика) у сузір'ї Пегас.
Цей об'єкт міститься в оригінальній редакції індексного каталогу.